# Glaucocharis
Glaucocharis är ett släkte av fjärilar. Glaucocharis ingår i familjen Crambidae.

## Bildgalleri

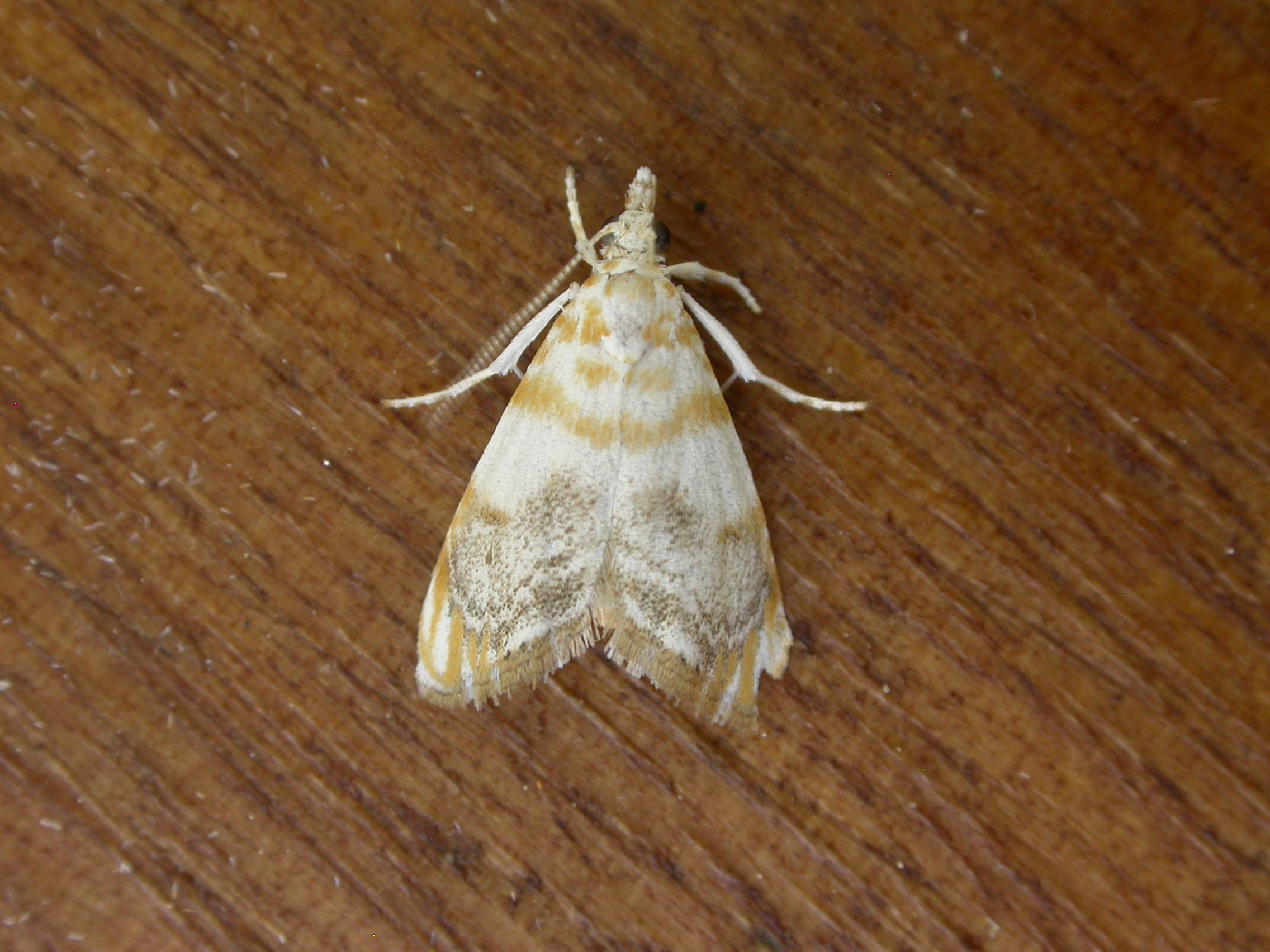
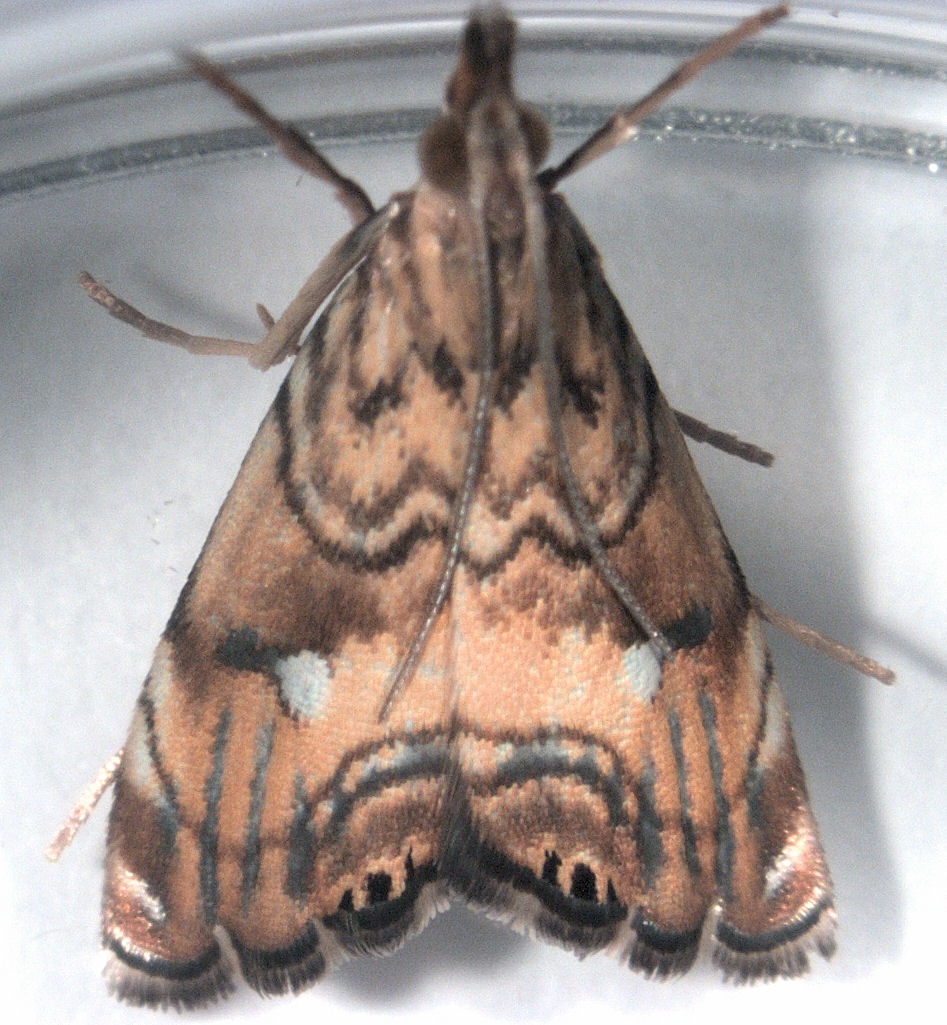
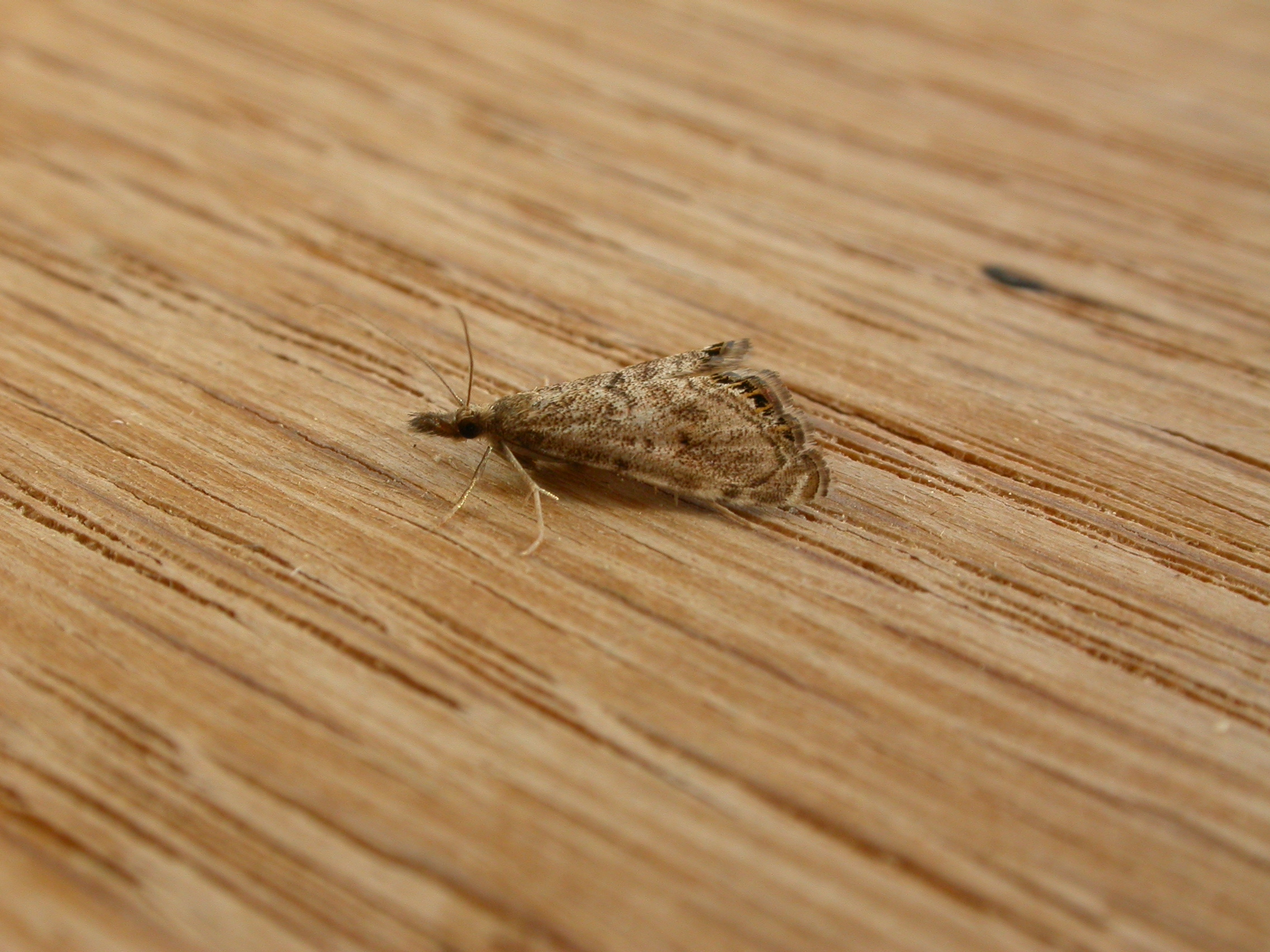

## Dottertaxa tillGlaucocharis, i alfabetisk ordning[1]
- Glaucocharis aeolocnemis
- Glaucocharis aganarcha
- Glaucocharis ajaxella
- Glaucocharis alatella
- Glaucocharis albilinealis
- Glaucocharis alypophanes
- Glaucocharis amydra
- Glaucocharis apiculella
- Glaucocharis assamensis
- Glaucocharis atrosema
- Glaucocharis auriscriptella
- Glaucocharis bathrogramma
- Glaucocharis beculella
- Glaucocharis bengalensis
- Glaucocharis bifidella
- Glaucocharis bilinealis
- Glaucocharis bipunctella
- Glaucocharis bradleyi
- Glaucocharis brandti
- Glaucocharis burmanella
- Glaucocharis calliptera
- Glaucocharis celebesensis
- Glaucocharis cheesmani
- Glaucocharis chelatella
- Glaucocharis chrysoclyta
- Glaucocharis clandestina
- Glaucocharis classeyi
- Glaucocharis clytia
- Glaucocharis comparella
- Glaucocharis copernici
- Glaucocharis dialeuca
- Glaucocharis dialitha
- Glaucocharis diargema
- Glaucocharis dilatella
- Glaucocharis ediella
- Glaucocharis eichhorni
- Glaucocharis elaina
- Glaucocharis electra
- Glaucocharis epiphaea
- Glaucocharis equestris
- Glaucocharis euchromiella
- Glaucocharis exotica
- Glaucocharis exsectella
- Glaucocharis fehrei
- Glaucocharis fijiensis
- Glaucocharis flavescens
- Glaucocharis forcipella
- Glaucocharis furculella
- Glaucocharis fusca
- Glaucocharis fuscobasella
- Glaucocharis fuscopinna
- Glaucocharis gracilis
- Glaucocharis grahami
- Glaucocharis griseolalis
- Glaucocharis gurri
- Glaucocharis haganella
- Glaucocharis harmonica
- Glaucocharis helioctypa
- Glaucocharis himalayana
- Glaucocharis hobbyi
- Glaucocharis holanthes
- Glaucocharis ibatianensis
- Glaucocharis immitis
- Glaucocharis incisella
- Glaucocharis indicalis
- Glaucocharis infundella
- Glaucocharis interruptus
- Glaucocharis japonica
- Glaucocharis javaensis
- Glaucocharis kangraensis
- Glaucocharis khasiella
- Glaucocharis lathonia
- Glaucocharis lepidella
- Glaucocharis leucogramma
- Glaucocharis leucoxantha
- Glaucocharis lunatella
- Glaucocharis margretella
- Glaucocharis melistoma
- Glaucocharis melli
- Glaucocharis metallifera
- Glaucocharis microcyma
- Glaucocharis microdora
- Glaucocharis microxantha
- Glaucocharis minimalis
- Glaucocharis minutalis
- Glaucocharis molleri
- Glaucocharis molydocrossa
- Glaucocharis moriokensis
- Glaucocharis morobella
- Glaucocharis muscela
- Glaucocharis mutuurella
- Glaucocharis natalensis
- Glaucocharis neotafanella
- Glaucocharis novaehebridensis
- Glaucocharis occidentalis
- Glaucocharis ochracealis
- Glaucocharis ochronella
- Glaucocharis ochrophanes
- Glaucocharis octacornutella
- Glaucocharis omeishani
- Glaucocharis palidella
- Glaucocharis pallescens
- Glaucocharis papuanensis
- Glaucocharis paradisella
- Glaucocharis parmulella
- Glaucocharis parorma
- Glaucocharis parthenie
- Glaucocharis pauli
- Glaucocharis penetrata
- Glaucocharis pilcheri
- Glaucocharis planetopa
- Glaucocharis pogonias
- Glaucocharis pomae
- Glaucocharis praematurella
- Glaucocharis praemialis
- Glaucocharis preangerella
- Glaucocharis properpraemialis
- Glaucocharis pyrsophanes
- Glaucocharis queenslandensis
- Glaucocharis qujingella
- Glaucocharis ramona
- Glaucocharis rebeli
- Glaucocharis rectifascialis
- Glaucocharis reniella
- Glaucocharis rhamphella
- Glaucocharis robinsoni
- Glaucocharis rosanna
- Glaucocharis rosannoides
- Glaucocharis rossi
- Glaucocharis rothschildi
- Glaucocharis rusticula
- Glaucocharis selenaea
- Glaucocharis sericophthalma
- Glaucocharis shafferi
- Glaucocharis sikkimella
- Glaucocharis similis
- Glaucocharis simmondsi
- Glaucocharis sinualis
- Glaucocharis spinulella
- Glaucocharis stella
- Glaucocharis stenura
- Glaucocharis subalbilinealis
- Glaucocharis subnatalensis
- Glaucocharis sumatraensis
- Glaucocharis swanni
- Glaucocharis taeniata
- Glaucocharis tafanella
- Glaucocharis taphrophracta
- Glaucocharis torva
- Glaucocharis tripunctata
- Glaucocharis tyriochrysa
- Glaucocharis vermeeri
- Glaucocharis xanthogramma